# Danielle Aitchison
Danielle Aitchison (Morrinsville, 16 agosto 2001) è un'atleta paralimpica neozelandese affetta da paralisi cerebrale e appartenente alla classe T46. È specializzata nelle gare di velocità, in particolar modo 100 e 200 metri.

## Biografia
Nata con una paralisi cerebrale atassica (che causa atassia) e atetoide (che provoca atetosi) e una compromissione all'udito, dopo aver provato la danza, il netball e l'hockey, all'età di 16 anni inizia a praticare l'atletica leggera paralimpica, nel 2017. Nel 2019 veste per la prima volta la maglia della nazionale neozelandese ai campionati mondiali paralimpici di Dubai, dove conquista la medaglia d'argento e il record oceaniano nei 200 metri piani T36 e il quarto posto nei 100 metri piani T36.
Nel 2021 prende parte ai Giochi paralimpici di Tokyo, ottenendo la medaglia d'argento nei 200 metri piani T36 e quella di bronzo nei 100 metri piani T36. Due anni dopo è protagonista ai mondiali paralimpici di Parigi 2023 grazie alla medaglia d'oro nei 200 metri piani T36, dove migliora ulteriormente il suo record oceaniano, e a quella d'argento nei 100 metri piani T36.
Il 15 marzo 2024, durante i campionati neozelandesi paralimpici a Wellington, fa registrare il nuovo record mondiale dei 100 metri piani T36 con il tempo di 13"41, mentre ai campionati mondiali paralimpici di Kobe 2024 abbassa il record mondiale dei 200 metri piani T36 a 27"47, conquistando il secondo titolo di campionessa mondiale; durante la medesima manifestazione è anche medaglia d'argento nei 100 metri piani T36.
Il suo allenatore è Alan McDonald.

## Record nazionali
- 100 metri piani T36: 13"41  ( Wellington, 15 marzo 2024)[1]
- 200 metri piani T36: 27"47  ( Kōbe, 23 maggio 2024)

## Palmarès
| Anno | Manifestazione       | Sede   | Evento          | Risultato | Prestazione | Note             |
| ---- | -------------------- | ------ | --------------- | --------- | ----------- | ---------------- |
| 2019 | Mondiali paralimpici | Dubai  | 100 m piani T36 | 4ª        | 14"60       |                  |
| 2019 | Mondiali paralimpici | Dubai  | 200 m piani T36 | Argento   | 29"86       | Record oceaniano |
| 2021 | Giochi paralimpici   | Tokyo  | 100 m piani T36 | Bronzo    | 14"62       |                  |
| 2021 | Giochi paralimpici   | Tokyo  | 200 m piani T36 | Argento   | 29"88       |                  |
| 2023 | Mondiali paralimpici | Parigi | 100 m piani T36 | Argento   | 13"84       |                  |
| 2023 | Mondiali paralimpici | Parigi | 200 m piani T36 | Oro       | 28"50       | Record oceaniano |
| 2024 | Mondiali paralimpici | Kōbe   | 100 m piani T36 | Argento   | 13"48       |                  |
| 2024 | Mondiali paralimpici | Kōbe   | 200 m piani T36 | Oro       | 27"47       | Record mondiale  |
| 2024 | Giochi paralimpici   | Parigi | 100 m piani T36 | Argento   | 13"43       |                  |
| 2024 | Giochi paralimpici   | Parigi | 200 m piani T36 | Argento   | 27"64       |                  |